# Friedrich von Bernhardi
Friedrich von Bernhardi, nemški general in vojaški zgodovianr, * 22. november 1849, † 11. december 1930.
Najbolj je poznan po svojem delu Deutschland und der Nächste Krieg (Nemčija in naslednja vojna) iz leta 1911, v kateri je zagovarjal brezkompromisno vojno in vojno, v kateri se ne bo spoštovalo nobenih dogovorov in zakonov.